# Reece James (football, 1993)
Pour les articles homonymes, voir Reece James et James.
 (mars 2022).
La mise en forme du texte ne suit pas les recommandations de Wikipédia : il faut le « wikifier ».
Les points d'amélioration suivants sont les cas les plus fréquents. Le détail des points à revoir est peut-être précisé sur la page de discussion.
- Les titres sont pré-formatés par le logiciel. Ils ne sont ni en capitales, ni en gras.
- Le texte ne doit pas être écrit en capitales (les noms de famille non plus), ni en gras, ni en italique, ni en « petit »…
- Le gras n'est utilisé que pour surligner le titre de l'article dans l'introduction, une seule fois.
- L'italique est rarement utilisé : mots en langue étrangère, titres d'œuvres, noms de bateaux, etc.
- Les citations ne sont pas en italique mais en corps de texte normal. Elles sont entourées par des guillemets français : « et ».
- Les listes à puces sont à éviter, des paragraphes rédigés étant largement préférés. Les tableaux sont à réserver à la présentation de données structurées (résultats, etc.).
- Les appels de note de bas de page (petits chiffres en exposant, introduits par l'outil «  Source ») sont à placer entre la fin de phrase et le point final[comme ça].
- Les liens internes (vers d'autres articles de Wikipédia) sont à choisir avec parcimonie. Créez des liens vers des articles approfondissant le sujet. Les termes génériques sans rapport avec le sujet sont à éviter, ainsi que les répétitions de liens vers un même terme.
- Les liens externes sont à placer uniquement dans une section « Liens externes », à la fin de l'article. Ces liens sont à choisir avec parcimonie suivant les règles définies. Si un lien sert de source à l'article, son insertion dans le texte est à faire par les notes de bas de page.
- La présentation des références doit suivre les conventions bibliographiques. Il est recommandé d'utiliser les modèles {{Ouvrage}}, {{Chapitre}}, {{Article}}, {{Lien web}} et/ou {{Bibliographie}}. Le mode d'édition visuel peut mettre en forme automatiquement les références.
- Insérer une infobox (cadre d'informations à droite) n'est pas obligatoire pour parachever la mise en page.

Pour une aide détaillée, merci de consulter Aide:Wikification.
Si vous pensez que ces points ont été résolus, vous pouvez retirer ce bandeau et améliorer la mise en forme d'un autre article.
Reece James, né le 7 novembre 1993 à Bacup, dans le Lancashire en Angleterre, est un footballeur anglais qui évolue au poste d'arrière gauche au Rotherham United. 

## Biographie
Le 24 août 2014, il réalise ses débuts en faveur de Manchester United, lors d'une rencontre de League Cup contre le MK Dons. Ce sera son seul et unique match avec les Red Devils.
Le 21 juillet 2015, il rejoint Wigan Athletic. À l'issue de la saison 2017-18, Wigan est promu en Championship (deuxième division), mais James se voit libéré par le club.
Le 2 juillet 2018, il rejoint Sunderland, club évoluant en League One (troisième division anglaise).
Le 19 juin 2019, il rejoint les Doncaster Rovers. Le 15 décembre 2020, il se met en évidence en étant l'auteur d'un doublé en League One, lors de la réception de Swindon Town, permettant à son équipe de s'imposer 2-1. Il inscrit un total de sept buts en championnat cette saison là.
Le 8 juin 2021, il signe un contrat de trois saisons avec Blackpool.
Le 30 juin 2023, il rejoint Sheffield Wednesday.
Le 22 mai 2024, il rejoint Rotherham United.

## Palmarès

### En club
Reece James remporte à deux reprises le championnat d’Angleterre de troisième division avec Wigan Athletic, en 2016 et 2018.
Avec Sunderland, il atteint la finale de l’EFL Trophy en 2019, perdue face à Portsmouth aux tirs au but (2-2, 5-4 tab).
| Wigan Athletic - Championnat d'Angleterre D3 (2) : - Champion : 2015-16 et 2017-18. |  | Sunderland - EFL Trophy : - Finaliste : 2019. |

## Vie privée
Son frère, Matty James, est également footballeur. Formé également à Manchester United, il a ensuite évolué notamment à Leicester City, Bristol City et Wrexham AFC.